# Sergej Grjaztsov
Sergej Grjaztsov (Russisch: Сергей Грязцов) (26 juli 1986) is een voormalig Russische langebaanschaatser.
Grjaztsov behoorde tot de Russische subtop. Nationaal nam hij vijf keer plaats op het erepodium bij de allroundkampioenschappen van Rusland, hij werd tweede in 2014 en 2017 en derde in 2013, 2015 en 2016.
Op 25-jarige leeftijd maakte hij zijn debuut op een internationaal seniorenkampioenschap. Bij het Europees kampioenschap allround eindigde hij op de negentiende plaats. Op de EK's van 2014 en 2016 eindigde hij beide keren als elfde. Bij de WK's van 2014 en 2015 eindigde hij als twaalfde, in 2016 als 14e en in 2018 als 13e.

## Persoonlijk
Grjaztsov is getrouwd met de eveneens Russische langebaanschaatser Lada Zadonskaya.

## Persoonlijke records
| Afstand     | Tijd     | Datum            | Baan           |
| ----------- | -------- | ---------------- | -------------- |
| 500 meter   | 36,17    | 7 maart 2015     | Calgary        |
| 1000 meter  | 1.11,63  | 25 oktober 2015  | Kolomna        |
| 1500 meter  | 1.44,25  | 9 december 2017  | Salt Lake City |
| 3000 meter  | 3.41,99  | 2 november 2013  | Calgary        |
| 5000 meter  | 6.20,46  | 10 december 2017 | Salt Lake City |
| 10000 meter | 13.31,06 | 21 november 2015 | Salt Lake City |

## Resultaten
| Jaar | EK Allround | WK Allround | WK Afstanden               | WK junioren                   |
| ---- | ----------- | ----------- | -------------------------- | ----------------------------- |
| 2005 |             |             |                            | 6e Achtervolging              |
| 2006 |             |             |                            | 22e allround 9e Achtervolging |
| 2012 | NC19e       |             |                            |                               |
| 2013 |             |             |                            |                               |
| 2014 | NC11e       | NC12e       |                            |                               |
| 2015 |             | NC12e       | 12e 1500m 4e achtervolging |                               |
| 2016 | NC11e       | NC14e       | 6e achtervolging           |                               |
| 2017 |             |             | 12e 1500m                  |                               |
| 2018 |             | NC13        |                            |                               |
| 2019 |             |             | 17e 1500m                  |                               |

NC19 = niet gekwalificeerd voor de laatste afstand, maar wel als 19e geklasseerd in de eindrangschikking